# Trolejbusová doprava v Lyonu

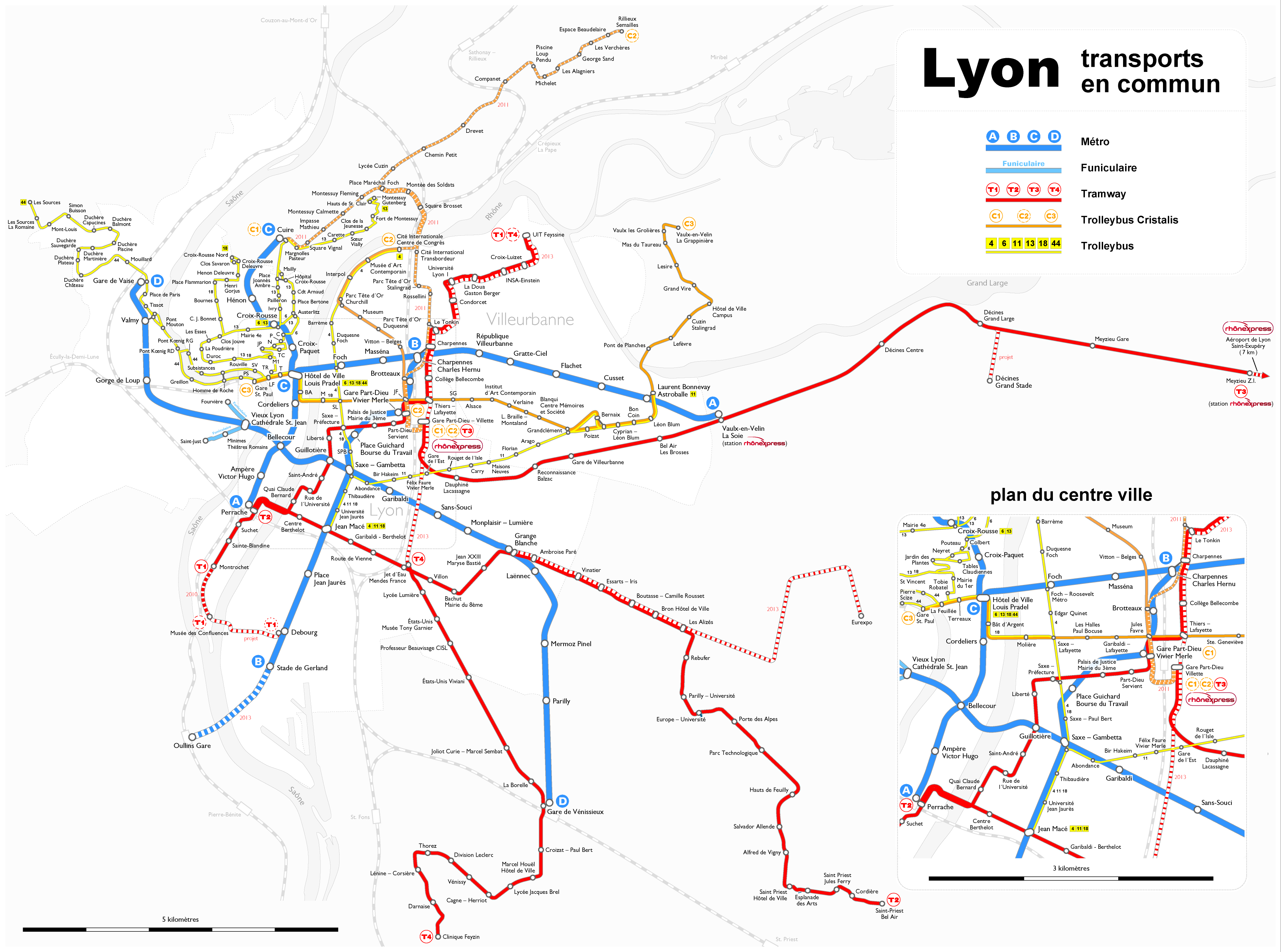
Schéma MHD v Lyonu (stav v květnu 2009); trolejbusy jsou vyznačeny oranžově (linky s trolejbusy Irisbus Cristalis) a žlutě (běžné linky)

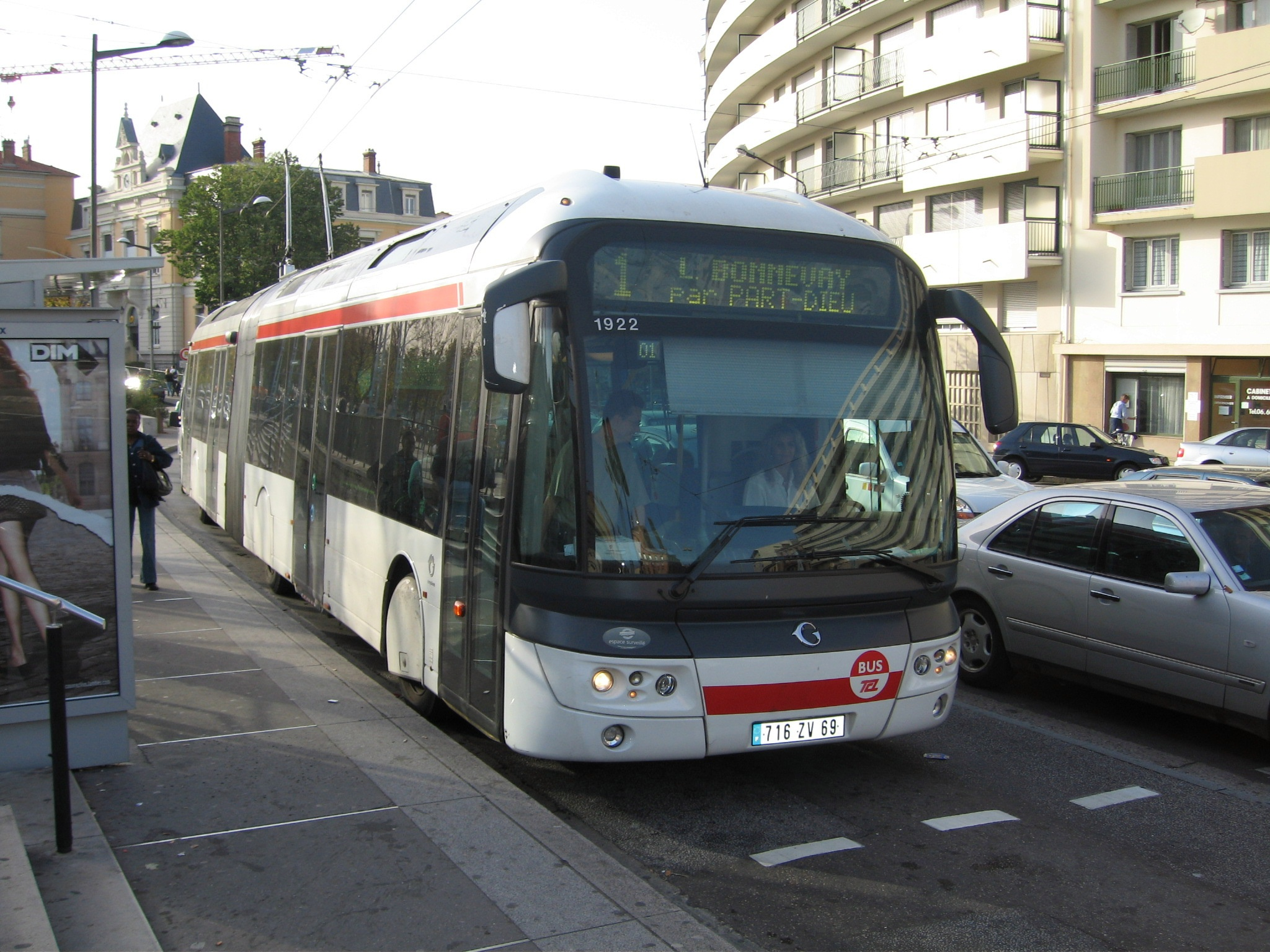
Kloubový trolejbus Irisbus Cristalis ETB18 v Lyonu

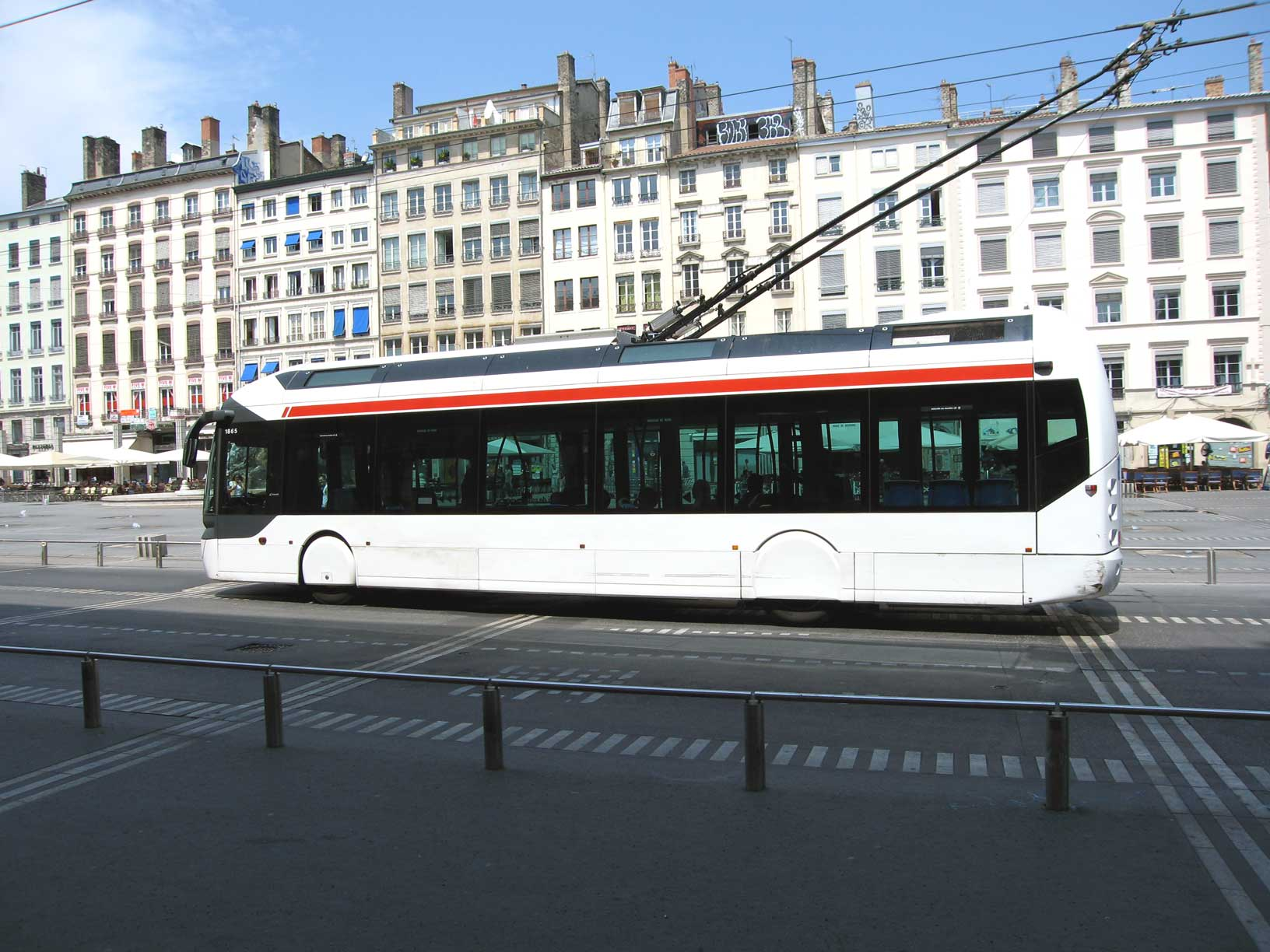
Lyonský standardní trolejbus Irisbus Cristalis ETB12

Také třetí největší francouzské město Lyon obsluhuje trolejbusová doprava.

## Historický provoz a počátky moderního provozu
První trolejbusy se v Lyonu objevily již v roce 1901. Tehdy byla zprovozněna krátká trať v předměstské obci Charbonnieres-les-Bains. Provoz, který byl na této „historické“ lince ukončen 10. září 1907, zajišťovaly dva trolejbusy místního výrobce.
Historie moderního lyonského provozu se datuje od poloviny 30. let 20. století. V té době spolehlivě fungovaly místní tramvaje, přesto bylo rozhodnuto o výstavbě několika trolejbusových tratí. Trolejbusová doprava v Lyonu byla na první lince zahájena 4. září 1935 dvaceti novými vozy Vetra s karoseriemi Francheville. Během několika let získaly trolejbusy, které se rozšířily i za hranice tehdejšího města, charakter příměstských linek, které měly za úkol napájet hlavní městské tramvajové linky.

## Mohutný rozmach trolejbusové dopravy
Po druhé světové válce vypracoval místní dopravní podnik Transports en commun lyonnais (TCL) program, který vybral trolejbusy jako náhradu za pomalé a zastaralé tramvaje (autobusy měly sloužit jako napaječ pro elektrickou nekolejovou trakci). Plán byl postupně zrealizován, takže v roce 1957 (10 let po zpracování programu) byla zrušena poslední linka místní tramvajové dopravy. Během tohoto období bylo nakoupeno přibližně 300 nových trolejbusů, které byly umístěny do šesti nově zrekonstruovaných, bývalých tramvajových vozoven.
V roce 1960 byl Lyon francouzskou trolejbusovou velmocí, protože zde bylo v provozu přibližně 400 vozů na 21 linkách, které často vedou daleko za hranice města.

## Úpadek a následné pomalé rozšiřování lyonských trolejbusů
Jak byl rychlý vzestup, tak stejně rychlý byl i pád trolejbusové dopravy v Lyonu. Příčinou byla nejen levná nafta, ale i úpravy silnic na nábřežích podél Rhôny a postupná výstavba metra. Takže již v roce 1975 je v provozu pouze 6 trolejbusových linek.
Místní radnice se ale v polovině 70. let rozhodla, že ponechá trolejbusovou síť ve stavu, v jakém se nachází (myšleno délkou) a bude ji po krátkých úsecích rozšiřovat. Takže již v roce 1976 je otevřen první nový úsek – ze čtvrti Croix-Rousse do Montesuy, což je první nově postavená trať po 17 letech. Postupně se budují i další úseky a kratší prodloužení.

## Současnost
Ovšem stavba metra a také nový projekt rychlodrážní tramvaje se stává pro některé tratě osudným. Na přelomu 20. a 21. století je tak zrušena doprava na trolejbusových tratích do Parilly, na nádraží Perrache, či v centru města na pěší zóně.
Na začátku 21. století ale dochází k nákupu moderních kloubových nízkopodlažních trolejbusů Irisbus Cristalis, pro které jsou postaveny dvě speciální linky (jedna z nich je ale přestavěnou původní městskou linkou). Zbývající trolejbusové linky jsou ale zachovány a jsou obsluhovány staršími trolejbusy; po dodání dostatečného počtu (včetně standardních) vozů Cristalis jsou ale i na těchto linkách nasazovány moderní vozy Irisbus, ostatní trolejbusy jsou postupně vyřazovány. V současnosti (listopad 2007) je tak v provozu 113 vozů na sedmi linkách.

## Vozový park
| Obrázek                  | Typ                      | Dodávky v letech | Počet (k 8. 3. 2020) |
| ------------------------ | ------------------------ | ---------------- | -------------------- |
| MAN NMT 222              | MAN NMT 222              | 1999             | 7                    |
| Irisbus Cristalis ETB 12 | Irisbus Cristalis ETB12  | 2000–2004        | 69                   |
| Irisbus Cristalis ETB 18 | Irisbus Cristalis ETB 18 | 2001–2010        | 55                   |